# Dariusz Wojciechowski (piłkarz)
Dariusz Wojciechowski (ur. 15 listopada 1974 w Poznaniu) – piłkarz polski grający na pozycji pomocnika.
Jest pierwszym piłkarzem, który w I lidze grał w trzech poznańskich klubach: Olimpii, Warcie oraz Lechu. Jest też jedynym piłkarzem, który grał na poziomie Ekstraklasy we wszystkich wielkopolskich drużynach na tym poziomie tj. w: Lechu Poznań, Warcie Poznań, Olimpii Poznań, Sokole Pniewy oraz Dyskobolii Grodzisk Wielkopolski.

## Kariera
Karierę piłkarską Wojciechowski rozpoczął w klubie Olimpia Poznań. W 1992 roku awansował do kadry pierwszej drużyny Olimpii i w sezonie 1991/1992 zadebiutował w nim w pierwszej lidze. W 1993 roku spadł z Olimpią do drugiej ligi, ale w 1994 roku wrócił z nią do pierwszej. W sezonie 1994/1995 strzelił 9 bramek w ekstraklasie - 5 jesienią dla Warty Poznań oraz 4 wiosną dla Sokoła Pniewy. W sezonie 1995/1996 grał w Lechu Poznań, a w sezonie 1996/1997 - w Śląsku Wrocław.
Jesienią 1997 Wojciechowski grał w Belgii, w RRC Tournaisien. Wiosną 1998 wrócił do Polski, do Warty Poznań. Z kolei w latach 1998–1999 grał w KP Konin. W sezonie 1999/2000 ponownie grał w ekstraklasie, tym razem w Dyskobolii Grodzisk Wielkopolski. Następnie kolejno grał w: Warcie Poznań, Lechii/Polonii Gdańsk, Lechu Poznań, Aluminium Konin, ponownie w Warcie Poznań, Unii Janikowo, Kani Gostyń, Mieszku Gniezno i Gromie Plewiska, w którym w 2010 roku zakończył karierę.
Ogółem w polskiej ekstraklasie Wojciechowski rozegrał 102 mecze i strzelił 11 bramek.